# コプチャン
コプチャン（朝: 곱창）は、食肉における牛の小腸の名称。「シロ」、「丸腸」、「ホソ」、「コテッチャン」などとも称される。一般に丸腸（マルチョウ）と呼ばれる場合、切り開かずに裏返してそのままブツ切りにしたものを指すことが多い。名称の由来は、「牛の小腸」を意味する朝鮮固有語「コプチャン」から。

## 概要
脂肪が多く、栄養価が高い。特に焼肉用として多く食される。朝鮮料理のコプチャンチョンゴルは朝鮮風のもつ鍋で、この部位を多く使う。

### 食べ方
大腸のホルモンより固く、臭みも強い。
スーパーで売られている物は下ゆでした物だが、臭み抜きなどの下処理はしていないので、しょうがとともに1〜2時間ほど茹でてから圧力鍋で調理することが望ましい。